# Giverny
Giverny là một xã trong vùng hành chính Normandie, thuộc tỉnh Eure, quận Les Andelys, tổng Écos. Tọa độ địa lý của xã là 49° 04' vĩ độ bắc, 01° 31' kinh độ đông. Giverny nằm trên độ cao trung bình là 17 mét trên mực nước biển, có điểm thấp nhất là 10 mét và điểm cao nhất là 139 mét. Xã có diện tích 6,46 km², dân số vào thời điểm 1999 là 524 người; mật độ dân số là 81 người/km².

## Thông tin nhân khẩu
| 1926 | 1931 | 1936 | 1946 | 1954 | 1962 | 1968 | 1975 | 1982 | 1990 | 1999 |
| ---- | ---- | ---- | ---- | ---- | ---- | ---- | ---- | ---- | ---- | ---- |
| 309  | 298  | 276  | 304  | 372  | 363  | 386  | 509  | 502  | 548  | 524  |

## Địa điểm tham quan
- Nhà thờ Sainte Radegonde
- Musée d'Art Américain
- Nhà của Claude Monet, mất tại Giverny vào ngày 5 tháng 12 năm 1926.